# Old South Church
L'Old South Church, également appelée New Old South Church fut construite en 1873 sur un polder de Back Bay à Boston dans le Massachusetts. Son adresse est 645 Boylston Street sur Copley Square. 
L'Old South Church de Boston est le lieu où, le 29 décembre 1851, le capitaine en retraite et ancien missionnaire Thomas Valentine Sullivan crée le premier YMCA américain, destiné à offrir un lieu sûr et accueillant aux marins et aux marchands de passage. 